# Stiphropus soureni
Stiphropus soureni là một loài nhện trong họ Thomisidae.
Loài này thuộc chi Stiphropus. Stiphropus soureni được miêu tả năm 1964 bởi Sen.